# Bündelstag
Der Bündelstag (auch: Bündelchestag, auf Hunsrückisch: Bindelschesdaach) war im späten Mittelalter der Tag des Dienstbotenwechsels. An den Weihnachtsfeiertagen erhielten die Mägde und Knechte ihren Jahreslohn ausbezahlt. Diejenigen, die von ihrem Dienstherrn nicht über den Winter versorgt wurden, mussten am zweiten Weihnachtstag, seltener am 27. oder 28. Dezember, ihre armselige Habe in ein Stück Stoff zum Bündel schnüren, denn Tücher konnten sie sich nicht leisten. Alternativ legten sie ihr Zeug in einen Weidenkorb und machten sich auf die Suche nach einer neuen Anstellung. 
Da die Jahreszeit nicht besonders geeignet ist für längere Wanderungen, endeten diese meistens recht schnell in einem nahe gelegenen Gasthaus. 
In der Nordpfalz, im Nahetal und in Teilen des Hunsrücks finden am Bündelstag noch heute traditionell Wanderungen statt, mit anschließendem Picknick am Lagerfeuer im Freien oder einer Einkehr in einem Wirtshaus mit einem einfachen und herzhaften Mahl. Der Bündelchestag gilt dort am 27. Dezember als dritter Weihnachtsfeiertag und wird nach der Wanderung in geselliger Runde gerne ausgiebig gefeiert.
Nach den Beschreibungen der Womrather Pfarrer um 1880–1900 gibt es zu diesem Anlasse „Schnapsgelage […] und andere Amüsements“.